# Алія Атрід
Алія Атрід (англ. Alia Atreides) — персонажка циклу Хроніки Дюни американського письменника Френка Герберта, принцеса та регентка, Свята Алія, Діва Ножа. 

## Біографія
Народилася на планеті Арракіс у леді Джесіки та герцога Лето I Атріда, який загинув за 8 місяців до її народження. Сестра Пола Атріда.

Послідовники називали її Свята Алія, культ Махді іменував її Дівою Ножа, а для ордена Бене Ґессерит вона була Огидною. Її мати, леді Джессіка, пережила спайсову агонію під час вагітності, в результаті чого Алія отримала свідомість ще в материнській утробі, віднайшла генетичну пам'ять і народилася Преподобною Матір'ю. 
«Ще непороджена, я стала старою», — Леді Алія Атрід. 
Під час битви Муад'Діба за владу над Арракісом у віці 3 років вбила барона Владіміра Харконнена гом джаббаром Атрідів.
У 16 років, після відходу Муад'Діба в пустелю, одружилася з гхолу Дунканом Айдаго, стала регенткою, правлячи від імені дітей свого брата. У спробах побачити майбутнє зловживала пряністю, що призвело до одержимості старим бароном Владіміром Харконненом, який був її предком. Тим самим Алія отримала доступ до генетичної пам'яті предків і по чоловічій лінії.
Викинулася з вікна під тиском племінника, Лето II Атріда, під час вінчання Ганіми Атрід і її конкубіна, принца Фарад'на, сина Венсіції Корріно.